# Николай Неновски
Николай Неновски е български икономист и учен, професор в Университета „Жул Верн“, Франция. Директор e на Центъра за парични и икономически изследвания към Университета за национално и световно стопанство. Член е на Управителния съвет на Българска Народна Банка от 13 юни 2020, назначен с указ на Президента Румен Радев.

## Биография
Николай Неновски е роден на 26 юли 1963 г. в град Велико Търново. Син е на големия български юрист и съдия в Конституционния съд проф. Нено Неновски. Следва икономика в Московския държавен университет „М. Ломоносов“ (1984 – 1989) и икономика и финанси във Франция и Швейцария (1990 – 1996). Защитава докторат в Института по икономика на БАН (1995).
В периода 1988 – 1989 работи в комисията на СИВ в Москва. Работи като финансист в SOGENAL, Люксембург (1994). Преподава теория на парите и международни финанси в Университета за национално и световно стопанство, катедра „Финанси“ от 1997. Преподавател е в Университета на Орлеан, Франция от 2000. Асоцииран изследовател е в ICER, Торино от 2006 г. Работи в Българска народна банка от 1996, а в периода 2002 г. -2008 г. е член на Управителния и съвет. Съучредител е на „Българската макроикономическа асоциация“  (2003) и на българското дружество „Фридрих Хайек“ (2002). Син е на проф. Нено Неновски, български юрист и член на Конституционния съд на Република България. От март 2010 г. е гост професор в Университета на Орлеан, le STUDIUM Insitute fo Advanced Studies, а от май 2012 е редовен професор в Университета в Амиен, Франция. От 2011 е член на консултантското дружество Cobden Partners, базирано в Лондон. През 2012 г., съвместно с професор Кевин Доуд , посланик Илиян Василев, доктор Петър Чобанов и доктор Емил Калчев, полагат основите на Българското Бизнес Училище, в рамките на програмата за майсторските класове на Нов Български Университет . От 4 юли 2014 г. до 8 октомври 2014 г. е член на Надзорния съвет на Българската Банка за Развитие 

## Изследователска и академична дейност
Проф. Николай Неновски е бивш главен редактор на списание „Банки, инвестиции, пари“, член е на редакционните съвети на сп. „Икономически изследвания“,
на сп. „Икономически изследвания“ на Агенцията за икономически анализи и прогнози
 и на „Списание 8“ , както и на Revue d’économie politique  (France) (2010); Bulgarian National Bank Discussion Papers (2003 – 2008); East-West Journal of Economics and Business  (Greece) (2002); The Journal of Comparative Economic Studies  (Japan) (2005); Panoeconomicus (Serbia) (2010); Bulgarian National Bank Series, Finance and Banking History (2005). Рецензент е за списанията: Economic Modelling, Economic Systems, Journal of Comparative Economics, Comparative Economic Studies, Economics of Transition, Emerging Market Finance and Trade, Revue d’économie politique, Revue économique, Revue d'études comparatives Est-Ouest, Socio-Economic Review, East European Politics and Societies, Journal of Economic Integration (Korea), Focus on European Economic integration (Oesterreichische Nationalbank); East-West Journal of Economics and Business (Greece), African Journal of Business Management (South Africa); Economic Studies (Bulgaria); Economic Though (Bulgaria); Economic Studies (Bulgaria), а също за издателства Edward Elgar; Routledge; Academic Publishing House Bulgarian Academy of Sciences; Institute of Economics (Bulgarian Academy of Sciences); Kyoto University; Texas Christian University; University of Orleans; University of Nice; University of Clermont Ferrand; UNWE (Sofia); New Bulgarian University  and Sofia University .
След завършилите докторантура под ръководство на професор Николай Неновски, са Петър Чобанов (2005), Гергана Михайлова (2007), Дарина Колева (2006), Десислава Тошева (2004), Катерина Войческа (2009), Любомир Мирчев (2013) а сред настоящите са Калина Димитрова (2005-), Димитър Чобанов (2008-), Албена Стойнева (2010-), Васил Коларов (2012-), Сюлейман Ндао (2013 – ), Хасан Рида (2012 – ), Хишам Хишам (2013 – )
Основни области на изследванията на Николай Неновски са паричната теория и паричната политика, историята на икономическата мисъл и политическата икономия. Изследва проблемите на паричния съвет в България и механизмите на паричните съюзи. Две от последните му изследвания са посветени на развитието на икономическата мисъл в България след 1989 г., както и на теоретичните дискусии и интерпретациите на българските икономисти относно причините, формите и механизмите и политиките на преодоляване на Голямата депресия (1928 – 1938). Що се отнася до теорията на посткомунизма, проф. Неновски публикува статия, в която стопанството през този период е представен като последователност от различни видове кооперативни и некооперативни игри (Сп. Социологически проблеми, 2010; Journal of Economic Issues, March 2011), както и като редуване на икономически и социални котви, които при определени ситуации си „вредят“ и вкарват икономиката в некооператвни стратегии (например несъвместимост между Паричен съвет и Еврочленство и еврофондове) публикувана в William Davidson Institute,.
Възгледите за произхода и функционирането на парите на Николай Неновски са спорни. Той смята, като стъпва на основните постулати на австрийската школа за парите и цикъла, че паричната система може да функционира без наличието на Централна банка, като свободният пазар на пари, при определени условия, решава по-добре задачата за най-подходящ обем на пари в стопанството, както и дава най-правилна информация за разпределението на ресурсите и за индивидуалните предпочитания. Тези свои идеи той развива в книгата си „Свободните пари. Въпроси на икономическата теория“ (2001). Впоследствие, Николай Неновски се опитва да изгради нова теория, в която без да отрича предишните си възгледи, разглежда паричната система от позициите на нейния социологически и властови произход. Това той прави в книгата си „Паричният ред. Критика на теорията на парите“ (2007).
През 2014 г., съвместно с Пенчо Пенчев, публикува документ за парите и паричните знаци на православните християни в Отоманската империя, в който са изложени факти на децентрализирана емисия на пари.

## Държавна и банкова дейност
От 1996 г. до 2008 г. с малки прекъсвания Николай Неновски работи последователно в изследователския отдел на БНБ, а после е и член на Управителния съвет на БНБ (2002 – 2008). През 2009 г. е специален съветник на министър на финансите доцент Пламен Орешарски, негов колега от катедра „Финанси“ на УНСС. Избран е от XL народно събрание за подуправител на БНБ. Изборът му идва веднага след преизбирането на Иван Искров за управител на БНБ, чиито мандат, както и този на заместникът му не са изтекли. Според парламентарната опозиция изборът и на двамата е в нарушение на закона, понеже действащият закон предвижда изборът да става не по-рано от 3 месеца преди изтичането на мандатите на титулярите, което се пада след разпускането на XL народно събрание. На 20.08.2009 г. XLI народно събрание отмени решението за избор на Николай Неновски за подуправител на БНБ. На 29 май 2013 името му се спряга за икономически вицепремиер в правителството на Пламен Орешарски. От 4 юли 2014 г. е член на Надзорния съвет на Българската банка за развитие.

## Франция
Професор Неновски е свързан с академичните и преподавателски среди от 1991 г., където последователно се обучава, специализира и преподава в различни университети (Поатие, Нанси, Париж I, Бордо, Клермон Феранд, Екс ен провенс, Ница и др.). От март 2010 г. Неновски е преподавател в Университета в Орлеан, а от май 2012 е редовен професор в Университета в Амиен, Франция. Изнася лекции също така в Бизнес училището EDHEC в Ница, свързани с теорията и историята на икономическите кризи. През февруари 2011 организира в Университета в Орлеан конференция за икономическите и геостратегически проблеми на балканските икономики, а през декември 2011 – за банковото регулиране и системния риск.

## За кризата
Изказвания и публикации по тази тема:
- Споровете за кризите – форум, организиран от МФ на България, май 2009
- Да направим тогава „южно“ евро, Economynews.bg, май 2010
- CDS – рискова премия, или средство да печелим от страха, в. „Дневник“, февруари 2011
- Безболезнени решения в Европа няма Архив на оригинала от 2012-01-10 в Wayback Machine., сп. „Мениджър“, януари 2012
- През юли 2012 г. Николай Неновски съвместно с други икономисти предложиха, България – Mанифест на оцеляването Архив на оригинала от 2012-07-18 в Wayback Machine., в. „Труд“
- Кризис дает ответы на вопросы. Журнал „Бизнес – Контакты“, ноябрь 2012-январь 2013[неработеща препратка]
- Парични и финансови идеи за гражданското общество, 3 август 2013 г Архив на оригинала от 2013-10-13 в Wayback Machine.